# II Congresso del Partito del Lavoro della Corea del Nord
Il II Congresso del Partito del Lavoro della Corea del Nord si tenne a Pyongyang, capitale della Corea del Nord, dal 27 al 30 marzo 1948. 999 delegati furono chiamati a rappresentare i 750 000 iscritti al partito. Il Secondo Comitato Centrale, eletto dal Congresso, confermò Kim Tu-bong come Segretario del partito e Chun Yong-ha e Kim Il-sung come vicesegretari.

## Congresso

### Prima sessione (27 marzo)
La prima sessione fu presieduta da Kim Tu-bong, Presidente del primo Comitato Centrale, e Chu Yong-ha, un sottosegretario del Primo Comitato Centrale, e durò due ore. Il primo obiettivo era di eleggere le cariche del Congresso: un Comitato Esecutivo di 57 membri, un Comitato Credenziale di 7 membri, una Segreteria di 9 membri ed un Comitato di 15 membri responsabile per la redazione dei documenti del partito. Come nel Congresso precedente, Iosif Stalin fu eletto Presidente onorario del Congresso. In suo onore fu letto un breve discorso per elogiare i successi raggiunti dall'Unione Sovietica grazie a lui. Fu approvato un piano composto da tre punti, e il tempo restante fu dedicato ai messaggi di congratulazione da parte delle altre organizzazioni di massa e degli altri partiti, tra cui quello del Partito dei Lavoratori della Corea del Sud, letto da Ho Chong-suk. In totale, il partito ricevette 5 287 lettere e 5 515 telegrammi di congratulazione.

### Seconda e terza sessione (28-29 marzo)
La seconda sessione iniziò col rapporto di Kim Il-sung sul lavoro del primo Comitato Centrale e sulla situazione internazionale. Il rapporto lodò il lavoro svolto dal Primo Comitato Centrale soprattutto per l'introduzione di riforme democratiche e condannò la mancanza di democrazia in Corea del Sud. Nella conclusione, Kim invitò i delegati a collaborare attivamente ai lavori del partito. Tuttavia, la maggior parte del discorso riguardava le accuse di Kim alla fazione locale del vecchio Partito Comunista di Corea, che a suo avviso erano responsabili del frazionismo e di attività contro il partito. La maggioranza dei comunisti partigiani (coloro che erano rimasti in Corea durante l'occupazione giapponese) era contraria alla nascita del Partito del Lavoro di Corea e alla divisione del partito nelle fazioni della Corea del Nord e del Sud. Kim Il-sung li accusò di aver infranto le regole del partito, anche se la maggioranza del partito era a favore della nascita del Partito del Lavoro della Corea del Nord e del Partito del Lavoro della Corea del Sud. Molte delle accuse erano rivolte a O Ki-sop, leader della fazione partigiana succeduto a Hyon Chun-hyok, che dovette difendersi. Furono accusati di frazionismo anche Chong Tal-hyon, Choe Yong-dal, Yi Sun-gun, Chang Si-u e Chang Sun-myong. La maggior parte di essi aveva ricoperto delle cariche importanti, ad esempio Chong Yong-dal era stato a capo della Commissione di Giustizia, Yi Sun-gun era stato a capo della Commissione per l'Agricoltura e la Silvicoltura e Chang Si-u era stato a capo della Commissione del Commercio.
In seguito alle critiche di Kim Il-sung, la fazione sovietico-coreana continuò ad attaccare la fazione partigiana. In particolare, Han Il-mu accusò O Ki-sop di "eroismo individuale", Chong Tal-hyon di frazionismo e Cho Chung-hwa di appropriazione indebita, e affermò che Choe Yong-dal e Yi Chu-ha stavano complottando contro il Comitato Centrale. Infine, chiese a tutti costoro di riconoscere i propri errori di fronte al Congresso. Kim Yol, altro esponente della fazione sovietico-coreana, invece, accusò O Ki-sop e Chang Tal-hyon per la loro opposizione alla creazione di un partito comunista indipendente al nord, che prendesse ordini dal Comitato Centrale del Partito Comunista di Corea. Affermò che i due non avevano compreso che nel nord esistevano le condizioni favorevoli per l'affermarsi del comunismo, e li accusò di comportarsi come dei piccoli borghesi semifeudali. Kim Yol continuò accusando Chang Sun-myong nell'ultima parte del suo discorso, sottolineando che non aveva svolto adeguatamente il suo dovere di membro della Prima Commissione Centrale d'Ispezione. La fazione sovietico-coreana, dunque, contribuì a consolidare la posizione di Kim Il-sung all'interno del partito, mentre la fazione Yanan rimase neutrale.
A causa delle pressioni, O Ki-sop ammise i suoi errori. Sapeva di non aver compreso le critiche di Kim Il-sung nel corso della quarta sessione plenaria del Comitato Centrale nel febbraio 1946, le sue scuse erano state una pura formalità e in realtà aveva continuato il suo doppio gioco. Nonostante ciò, affermò che le critiche di Pak Chang-ok erano ingiuste, affermando che egli, essendo a capo della Commissione per il Lavoro, era ossessionato dall'idea di accrescere il potere della classe operaia in uno Stato socialista attraverso il sindacalismo. Secondo O Ki-sop, anche le critiche di Kim Yo erano infondate. Chang Si-u e Yi Sun-gun si scusarono di fronte al Congresso, come O Ki-sop, ma a differenza sua accettarono le critiche e ribadirono il loro sostegno a Kim Il-sung. Choe Yong-dal ammise di aver commesso degli errori, ma disse che le accuse di aver contribuito al frazionismo e di aver creato centri di potere indipendenti dal Comitato Centrale erano completamente false. In seguito alle scuse dei delegati, vi fu una pausa di dieci minuti. Quando l'incontro riprese, Ho Ka-i, altro esponente della fazione sovietico-coreana, fece un "discorso sbalorditivo" in cui criticava aspramente tutte le scuse (focalizzandosi in particolare sui discorsi di O Ki-sop e Choe Yong-dal), affermando che stavano difendendo la loro dignità personale a spese dell'immagine del partito. Cho Yong-ha, un comunista partigiano, difese O Ki-sop, sottolineando che la sua posizione sul sindacalismo era dovuta alla fase di transizione che stava attraversando la società nordcoreana. La fazione partigiana dovette scusarsi di nuovo: Chong Tal-hyon accettò le accuse senza difendersi e senza rigettarne nessuna, mentre Chang Sun-myong ammise anche di aver commesso tutti gli errori di cui era stato accusato.
Quando la discussione era terminata, Kim Il-sung fece ancora delle considerazioni finali. Affermò che "non vi era sostanza nell'autocritica" di O Ki-sop, Choe Yong-dal e Chong Tal-hyon. O Ki-sop era ancora al centro della critica, poiché Kim Il-sung affermò che le sue considerazioni sul sindacalismo erano state copiate dai lavori di Vladimir Lenin, e in particolare dalla Nuova Politica Economica. Continuò poi criticando il suo carattere, sostenendo che era presuntuoso ed arrogante e che si era opposto ai lavori del Comitato Centrale solo perché non era stato eletto Presidente. Kim Il-sung affermò che anche l'opposizione di Choe Tal-hyon era dovuta a motivi personali, e accusò Choe Yong-dal di avere rapporti coi "vecchi collaborazionisti del Giappone". Concluse il suo discorso ricordando che mettere il Partito del Lavoro della Corea del Nord e quello della Corea del Sud era pericoloso, perché forse un giorno si sarebbero uniti in un solo partito.

### Quarta sessione (30 marzo)
Nel primo confronto coi suoi rivali, Kim Il-sung convinse i sudcoreani ad attaccare la fazione partigiana. La maggior parte dei deputati apparteneva alla fazione partigiana, si sentiva ancora legata alla sede di Seul e non appoggiava Kim Il-sung. La fazione Yanan non si espresse, anche gli esponenti più importanti, come Kim Tu-bong e Choe Chang-ik rimasero in silenzio. O Ki-sop cercò di coinvolgerli accusando Mu Chong di "eroismo individuale", ma questi non rispose, e Kim Il-sung criticò il tentativo di coinvolgere Mu Chong in una discussione riguardo a se stesso. Comunque, la fazione partigiana non poteva fare molto, perché Kim Il-sung godeva del sostegno da parte dei sovietici. Durante il Congresso, Kim Il-sung e i suoi alleati espulsero tutti coloro che avevano collaborato col Giappone durante l'occupazione, ossia la maggior parte dei membri della fazione partigiana, poiché le altre fazioni erano fuggite all'estero.
Su proposta di Ho Ka-i, un Comitato composto da 5 membri del Politburo e sei segretari provinciali creò una lista di candidati per il secondo Comitato Centrale. Secondo Kim Il-sung, i candidati furono scelti in base alla carica che ricoprivano nel governo, alla loro posizione nel partito e al loro ruolo nell'esercito, ma furono scelti anche dei nuovi iscritti che erano ritenuti dei "buoni comunisti". I candidati raccontarono la loro storia nell'ordine prestabilito prima di essere eletti. Tutti i candidati furono eletti all'unanimità, tranne O Ki-sop, che ottenne cinque voti contrari su 990, e Kim Tu-yong, che ottenne un voto contrario. Una Commissione Centrale d'Ispezione fu eletta all'unanimità dal Congresso.
Il Secondo Comitato Centrale era composto da 63 membri, 30 dei quali erano già presenti nel primo Comitato Centrale. Tra coloro che non furono rieletti vi erano Choe Yong-dal e Chong Tal-hyon. La posizione della fazione sovietico-coreana si rafforzò tramite l'elezione di Kang Kon, Kim Kwang-hyop, Kim Kyong-sop e Park Chum-kol al Comitato Centrale. Nonostante ciò, il gruppo più numeroso nel Secondo Comitato Centrale era costituito dalla fazione partigiana.

## Primo Plenum del Secondo Comitato Centrale
La Prima Sessione Plenaria del Secondo Comitato Centrale si riunì il 30 marzo, al termine del Congresso. Seguì la procedura, ed elesse il primo Politburo, del quale facevano parte anche il Segretario del partito e i due vicesegretari. Kim Tu-bong fu rieletto Segretario, mentre Chu Yong-ha e Kim Il-sung furono rieletti vicesegretari. Tutti i membri del Politburo furono rieletti (infatti, anche Ho Ka-i e Choi Chang-ik furono rieletti), ma furono aggiunti due nuovi membri, Kim Chaek, della fazione sovietico-coreana, e Pak Il-u, della fazione Yanan.